# Amphiodia grisea
Amphiodia grisea är en ormstjärneart som först beskrevs av Ljungman 1867.  Amphiodia grisea ingår i släktet Amphiodia och familjen trådormstjärnor. Inga underarter finns listade i Catalogue of Life.